# Titanium Expose
«Titanium Exposé» es un sencillo split de las bandas Sonic Youth y Concrete Blonde, publicado en 1990 por el sello MCA Records en formato 7".
La primera canción es «Everybody Knows», un cover de Leonard Cohen interpretada por Concrete Blonde. La segunda es «Titanium Exposé», del álbum Goo de Sonic Youth.

## Lista de canciones
| Titanium Exposé |                                                 |          |  |
| N.º             | Título                                          | Duración |  |
| 1.              | «Everybody Knows» (Lado A, por Concrete Blonde) |          |  |
| 2.              | «Titanium Exposé» (Lado B, por Sonic Youth)     |          |  |